# Hiram II
Hiram II (Hi-ru-mu) fue rey de la ciudad fenicia de Tiro de 739-730 a. C. En 738 fue catalogado como tributario del rey asirio Tiglatpileser III. También se dijo que su predecesor, Itobaal II, rindió homenaje ese año. Es posible que la fecha en el registro asirio sea errónea y que el reinado de Hiram no comenzó hasta 737.  Hiram II no debe identificarse con el "Hiram, rey de los sidonios" que pagó tributo a los asirios en una fecha previa a la de éste.
En 733 o 732, Hiram se alió con Rasin, rey de Aram-Damasco, pero fue atacado y derrotado por Tiglatpileser. Luego fue privado de Sidón, que el rey asirio otorgó a Elulaio. Hiram también tenía agentes en Chipre, donde probablemente sus intereses residían en las minas de cobre de Amathus y Limasol.
Una carta de Qurdi-Aššur-lāmur a Tiglatpileser, cita un informe del funcionario asirio Nabū-šēzib en Tiro, en el que Nabū-šēzib afirma haber evitado que Hiram se apoderara del árbol sagrado ( ēqu ) de Sidón: "Hiram talado el árbol [sagrado] del templo de sus dioses, que está a la entrada de Sidón, diciendo: 'Lo trasladaré a Tiro'. Le hice detener esto: el árbol [sagrado], que cortó, está en al pie del monte ".
En 729, Mattan II depuso a Hiram y tomó el trono. Se sabe que en 728 hizo un pago de un notable tributo para que los asirios el reconociesen su usurpación.
Hiram II también es referido en un cuenco encontrado en la isla de Chipre, en el cual se alude a un gobernador de la ciudad de Quarhadast como "servidor de Hiram".